# Késpárbaj
A Késpárbaj (eredeti cím: Knife Fight) 2012-ben bemutatott amerikai politikai filmthriller, amelyet Bill Guttentag írt és rendezett. A főbb szerepekben Rob Lowe, Carrie-Anne Moss, Jamie Chung, Richard Schiff, Amanda Crew, Julie Bowen és Ryan Alosio látható. 
A film világpremierjét a 2012-es Tribeca Filmfesztiválon tartották, az Amerikai Egyesült Államokban 2013. január 25-én mutatták be a mozikban, majd 2013. január 28-án jelent meg Video on Demand szolgáltatáson keresztül. 

## Cselekmény
Egy választási kampány szervezőjét az a vágy hajtja, hogy az általa támogatott jelöltet győzelemre vigye, ugyanakkor nem akar alantas kompromisszumokat kötni és törvénytelen akciókat végrehajtani.

## Szereplők
| Szerep          | Színész            | Magyar hang        |
| --------------- | ------------------ | ------------------ |
| Paul Turner     | Rob Lowe           | Rajkai Zoltán      |
| Peaches O'Dell  | Julie Bowen        | Zsigmond Tamara    |
| Sophia Becker   | Saffron Burrows    | Németh Kriszta     |
| Kerstin Rhee    | Jamie Chung        | Bogdányi Titanilla |
| Stephen Green   | David Harbour      | Papp Dániel        |
| Larry Becker    | Eric McCormack     | Háda János         |
| Angela Anderson | Jennifer Morrison  | Erdős Borcsa       |
| Brenda Davis    | Lorraine Toussaint | Spilák Klára       |
| Penelope Nelson | Carrie-Anne Moss   | Nagy-Kálózy Eszter |
| Dimitris Vargas | Richard Schiff     | Gyabronka József   |
| Helena St. John | Amanda Crew        |                    |
| Shannon Huang   | Michelle Krusiec   |                    |
| Roger Fillmore  | Chris Mulkey       | Borbiczki Ferenc   |
| Jimmy McSorley  | Davey Havok        |                    |
| Tony Blanchard  | Eddie George       | Maday Gábor        |
| Oliver Kennedy  | Kurt Yaeger        |                    |
| Nicole          | Shirley Manson     |                    |
| Max             | Brandon Scott      |                    |
| Samantha        | Frankie Shaw       |                    |
| Tawny Shearson  | Brooke Newton      |                    |

### Magyar változat
- Magyar szöveg: Laki Mihály
- Lektor: Nékám Petra
- Hangmérnök: Gyapjas Károly
- Vágó: Katona Edit
- Gyártásvezető: Bogdán Anikó
- Szinkronrendező: Balog Mihály

A szinkront a Balog Mix Stúdió készítette el.

## A film készítése
A filmet a kaliforniai San Franciscóban forgatták. 
Davey Havok, az AFI zenekar énekese is feltűnik a filmben.

## Fogadtatás
A film negatív visszajelzéseket kapott a kritikusoktól. A Rotten Tomatoes weboldalon 28%-os értékelést kapott 18 kritika alapján. A Metacritic oldalán 100-ból 34 pontot kapott, ami „általánosságban kedvezőtlen kritikát” eredményezett.